# スポケーン・ポートランド・アンド・シアトル鉄道
スポケーン・ポートランド・アンド・シアトル鉄道（Spokane, Portland and Seattle Railway、スポケーン・ポートランド・アンド・シアトルてつどう）は、かつてアメリカ合衆国北部に存在した一級鉄道である。1905年から1970年まで存在し、他の鉄道会社と合併してバーリントン・ノーザン鉄道（BN）となった。路線の一部は、現在のBNSF鉄道に引き継がれている。報告記号はSPS、略称SP&SまたはSPS。

## 歴史
20世紀初頭、オレゴン州はエドワード・ヘンリー・ハリマン率いるユニオン・パシフィック鉄道（UP）とサザン・パシフィック鉄道（SP）が路線網を広げていたが、太平洋岸北西部最大の都市であったポートランドには接続しておらず、ポートランドにはジェームズ・ジェローム・ヒル（James Jerome Hill）率いるノーザン・パシフィック鉄道（NP）がピュージェット湾経由の遠回りのルートで接続しているのみであった。
1905年、グレート・ノーザン鉄道（GN）とNPが共同でポートランドからコロンビア川の北岸に沿ってパスコに至る鉄道会社を設立した。当初はポートランド・アンド・シアトル鉄道という名称だったが、スポケーン住民の要請により、スポケーン・ポートランド・アンド・シアトル鉄道（SP&S）と変更された。完成は1908年3月11日、ノース・ボンネビル付近の50.5マイル地点にゴールデン・スパイクが打ち込まれた。
ハリマンが支配していた感のあったオレゴン州の鉄道網にSP&Sをもって割って入ったヒルは、さらにオレゴン州での鉄道建設を進めた。1909年、オレゴン州ベンドに向けてオレゴン・トランク鉄道（Oregon Trunk Railway）の建設を開始。この路線はワシントン州とカリフォルニア州を結ぶルートを構成するもので、当時南北方向の交通を独占していたSPに対抗するものであった。さらに1910年、SPSはポートランドとセイラム（Salem）を結ぶインターアーバン、オレゴン電気鉄道（Oregon Electric Railway）を買収した。1912年、この路線はユージーン (オレゴン州)まで延長された。
1970年、親会社であるGNとNPにシカゴ・バーリントン・アンド・クインシー鉄道（CB&Q）が加わり、バーリントン・ノーザン鉄道（BN）となった。SP&SはBNにリースされる形となった。同時に合併しなかったのは、SP&Sに未決済の債権があったためである。のち、1979年11月1日、BNに合流し、1987年まではBNがSP&Sを運営する形となった。1987年には、チーニー（ワシントン州）からスネーク川に沿ってアイス・ハーバー・ダム近くのスネーク・リバー・ジャンクション（パスコの近く）に至るルートの線路用地を明け渡すことを発表した。
パスコとポートランド間の一部は、BNの後継であるBNSF鉄道により運営されており、カスケード山脈のために急曲線が多く規格の低いBNSFの路線に代わり、重用されている。
1991年、ワシントン州立公園（Washington State Park System）が前述の鉄道用地を取得し、その廃線跡を利用してコロンビア・プラトー・トレール公園（Columbia Plateau Trail）を整備した。この公園は面積4,109エーカー（16.6平方km）、長さ130マイル（178km）である。